# جون دونكان ماكراي
جون دونكان ماكراي هو سياسي أمريكي، ولد في 28 مايو 1915 في سان دييغو في الولايات المتحدة، وتوفي في 25 يونيو 1999. انتخب عضو الجمعية التشريعية لكولومبيا البريطانية ‏.